# Канард
Канард (фр. canard, значи патка) је узгонска површина која се користи у аеродинамичкој шеми, уместо хоризонталног репа за уздужну стабилизацију и управљање ваздухопловом, с тим што је уграђен испред крила. Код класичних авиона, уздужно статички стабилних, равнотежна сила узгона на хоризонталном репу се одузима од узгона крила, с чиме се повећава укупан отпор летелице, па јој се и деградирају перформансе лета. Код аеродинамичке шеме са канардом, прираст његовог узгона, за уравнотежење се сабира са основним узгоном, те је укупни отпор летелице мањи и перформансе лета се побољшавају. Ова начелна предност може бити угрожена међусобним лошим спрезањем ових двеју узгонских површина.
У току ваздухопловне историје, избор примене хоризонталног репа или канарда, био је променљиво присутан, слично као и мода облачења људи иако постоје технолошки разлози за ове промене у прилазима у одређеним периодима развоја ваздухопловства. Браћа Рајт су од почетка заснивали своју идеју летења на примени канарда, под утицајем непотпуно разјашњених неуспелих покушаја својих претходника, у примени хоризонталног репа.

## Коришћене ознаке
|                                          |                               |
| Уравнотежење авиона хоризонталним репом. | Уравнотежење авиона канардом. |

## Ранотежа у уздужном кретању
{\displaystyle \,mg=\,{R_{z}}_{r}=\,R_{z}+\,{\Delta }{{R_{z}}_{H}};\qquad \,{\Delta }{{R_{z}}_{c}}\cdot \,L_{c}=\,{R_{z}}^{c}\cdot \,X_{a}}

## Историја

### Пионирске године
Браћа Рајт, почели су да експериментишу са аеродинамичком конфигурацијом предња хоризонтална стабилизирајућа површина — крило, још око 1900. године. Њихов први змај авиона је укључио предњу површину — канард, за уздужну стабилизацију и управљање. Они су ту конфигурацију усвојили за свој први пројекат Флајер. Били су под утицајем страдања Отоа Лилијентала са једрилицом, са хоризонталним репом и крмом. Узрок катастрофе је био због недостатка довољне могућности генерисања силе узгона на хоризонталном репу за уздужно уравнотежење летелице. Очекивали су да канард буде поузданија узгонска површина за управљање по висини, поготово што је и у видном пољу пилота, у току лета. Многи пионири ваздухопловства су у почетку пратили аргументе браће Рајт. На пример, авион Сантос — Думонт 14 - бис, 1906. године, имао је хоризонтални реп, али и испред крила мале управљачке површине (канард).
Тада још није била правилно схваћена аеродинамичка улога канарда, те су други ваздухопловни пионири у Европи усвајали конфигурацију хоризонталног репа. Међу њима је предњачио Лоуис Блерио, као „конвенционални“ конструктор. Неки ваздухопловни пионири — укључујући и браћу Рајт — експериментисали су са обе површине, напред и назад, на истом авиону. Данас је то познато као аеродинамичка конфигурација са три хоризонталне узгонске површине.

### Период два светска рата
У питању је времески период који обухвата два велика светска рата и кратак њихов размак, који је у ствари континуитет тих трагичних догађања. Ваздухопловство се брзо развијало у функцији жеље зараћених страна да стекне предност у тој трећој димензији борбених сукоба, у ваздушном простору. Утоме периоду се погон заснивао још увек на клипним моторима са унутрашњим сагоревањем и са елисом. Трка је првенствено вођена у престижу у домену ловачке авијације, као најдоминантније за превласт у ваздушном простору. Искуство је избацило на површину да је у директној борби „победник је онај ко је бржи и виши“. У томе смеру је и развијан ловачки авион, са снажним једним мотором са компресором за висински лет. Таква концепција није ни могла на рационалан конструктиван начин имати канард за уздужну стабилизацију и управљање, већ хоризонтални реп као изнуђено решење. Тај цео период је обележен са применом хоризонталног репа у пројектовању авиона. Било је одређених покушаја са канардом, али са уградњом мотора на репни део трупа и са потисном елисом. Та концепција није могла бити доминантна у ловачкој авијацији поред врхунских авиона као што је са хоризонталним репом, нпр. P-47 Тандерболт.
Први значајнији пројекат са канардом, био је на крају Другог светског рата, када је у Совјетском Савезу пројектован МиГ-8, као експериментални авион а стечена искуства су касније коришћена у другим пројектима.

### Повратак применеканарда
По завршетку Другог светског рата интензивно се уводио погон ваздухоплова са млазним мотором, што је отворило пут за постизање крозвучних и надзвучних брзина, али и ослободило је структуру предњег дела трупа авиона за прихват узгонских површина канард. Развојем, борбених авиона, прве, друге и треће генерације, све су интензивније коришћене канард површине за стабилизацију и управљање.
Претходно су две суперсиле развиле прототипове надзвучних бомбардера, са наменом продора у непријатељски ваздушни простор за извршење атомског удара. То је тренутно била доктрина да се уђе у непријатељски простор са бржим бомбардером од ловаца, пошто су у то време они били једино оружје за противваздухопловну одбрану. Американци су развили прототип авиона XB-70 волкирије, а совјети пандан њему Сухој Т-4. То су били веома слични авиони са канардом.
Французи и Швеђани су највише примењивали аеродинамичке шеме канард — крило. Французи су доста истраживали и експериментисали, а Швеђани су имали и серијску производњу варијанти Вигена, најпознатији је Саб 37 виген. Французи су доста експериментисали и истраживали, као што је развијен прототип Милан (авион). Испитан је прототип, али није уведен у оперативну употребу.
Израелци су веома успешно модифицирали француски познати авион Мираж III у ИАИ кфир, доградњом малих канарда. По сличној идеји су Французи развили Мираж IIING, увођењем нових технологија и канарда на свој стари авион Мираж III, у жељи да задовоље потребе и могућности купаца из „треће света“.
У овом раздобљу развоја ваздухоплова постојала је још једна проблем ограничавајућа препрека за оптималнију примену канарда. То је период када се још увек користиле механичке команде лета (систем полуга и хидропокретачи), са чиме је била условљена и класична стабилност и управљивост. Заснована на принципима закона аеродинамике, без подешавања рачунаром. То је значило да је резерва стабилности морала бити обезбеђена у целој анвелопи лета само стабилизирајућа, то значи на већим Маховим бројевима велика (пошто се неутрална тачка допунски помера за око 25%). У тим условима је потребна изузетно велики прираст силе узгона на канарду {\displaystyle \,{\Delta }{{R_{z}}_{c}}} за уравнотежење авиона на одређеном нападном углу лета, поготово што је канард на релативно малој удаљености од тежишта. Допунску потребу за већу силу на канарду за уравнотежење авиона изазива конфигурација извучених закрилаца, при полетању и слетању. Разрешење тога проблема је покушано са пројектовањем канард са процепима (слотовима), так да се истима обезбеди повећан узгон и на великим отклонима, без отцепљења ваздушне струје. Пример за то је на Милану. На наведеним прототиповима бомбардера, канард је уграђиван на врху издуженог трупа авиона, то јест на великом краку од тежишта.

### Период увођења рачунарског у систем команди лета
Крајем 20. века покренут је развој борбених авиона 4. генерације, где су предњачили двомоторени Јурофајтер тајфун, Рафал (авион) и једномоторни JAS 39 грипен и Нови авион (који је насилно прекинут рушењем СФРЈ). Ови авиони су грађени стриктно по дефиницији 4. генерације, вишенаменски, одличних карактеристика у маневру, примењене електричне команде лета, релаксирана уздужна статичка стабилност, структура од композита, наоружање „лансирај па заборави“, смањена уочљивости (али не на штету аеродинамичких решења). Примењена је аеродинамичка шема канард — крило, али су коришћени различити критеријуми оптимизације њихове спреге.
То су тренутно масовни авиони прве линије, који ће још дуго бити кључни у ратним ваздухопловствима многих земаља.

## Техничке карактеристике
Концепција авиона са аеродинамичком шемом канард — крило може допринети мањем отпору за потребни узгон, бољој стабилности и управљивости и мањој маси структуре летелице. Ове добити се могу остварити оптимизацијом, посебно при употреби система електричних команди лета.

### Узгон
Конфигурација канард — крило генерише потребни равнотежни узгон, потребан за одређену тежину авиона, тако што се узгони обеју ових површина сабирају. То је у супротности са конвенционалном конфигурацијом са хоризонталним репом, који генерише негативан и узгон за уравнотежење авиона (види шеме горе у средини). Ова функција на први поглед може да изгледа да постоје услови да то дозвољава да се у пројекту реализује мање главно крило. Међутим, како је канард испред крила он поквари квалитет надолазећег дела ваздушних струјница које опструјавају део крила иза њега и тај део крила може да има смањен удео у укупном узгону у односу на случај када је опструјаван са непоремећеном ваздушном струјом. Овај утицај се може минимизирати, а чак и у неким деловима претворити у позитиван допринос са квалитетном оптимизацијом спрезања ове две узгонске површине.
Начелно, занемарујући претходно наведени утицај равнотежа узгона и тежине авиона са канардом и са хоризонталним репом, може се математички приказати:
- За уравнотежење конфигурације хоризонталним репом потребан је негативни прираст узгона: {\displaystyle \qquad \,{\Delta }{{R_{z}}_{H}}\cdot \,L_{H}=\,{R_{z}}^{h}\cdot \,X_{a}}
- За уравнотежење конфигурације канардом потребан је позитивни прираст узгона: {\displaystyle \qquad \,{\Delta }{{R_{z}}_{c}}\cdot \,L_{c}=\,{R_{z}}^{c}\cdot \,X_{a}}

Ове две једначине су међусобно једнаке, пошто представљају уравнотежење истог авиона (исте масе), са различитим аеродинамичким конфигурацијама, из кога се услова добије разлика потребног узгона генерисаног крилом, за ова два случаја:
{\displaystyle \qquad \,{R_{z}}_{r}=\,{R_{z}}^{h}-\,{\Delta }{{R_{z}}_{H}}={R_{z}}^{c}+{\Delta }{{R_{z}}_{c}}\quad \longmapsto \quad \,{R_{z}}^{h}-{R_{z}}^{c}={\Delta }{{R_{z}}_{c}}+{\Delta }{{R_{z}}_{H}}\quad \longmapsto \quad {R_{z}}^{c}={R_{z}}^{h}-\left({\Delta }{{R_{z}}_{c}}+{\Delta }{{R_{z}}_{H}}\right)}
Очигледно је да у случају конфигурације крило — реп, потребно је генерисати већи узгон на крилу за износ збира допунски генерисаних узгона на хоризонталном репу и канарду, а то значи у тој конфигурацији веће је крило, већи отпор, већа маса и већа цена авиона. То значајно повећање отпора авиона, резултује падом његових перформанси, код конфигурације с репом, у односу на случај с канардом. Међутим, то изгледа тако када се потпуно занемари неповаљан аеродинамички утицај канарда на корени део крила који му је у сенци, што може у одређеној мери умањити идеализовано приказани добитак.
Аеродинамика делта крила је карактеристична по малом таласном отпору и ниској вредности максималног коефицијента узгона ({\displaystyle C_{z_{max}}}). Те карактеристике одређују боље перформансе авиона на крозвучним и надзвучним брзинама лета и високе вредности минималних брзина, што значи лошије карактеристике у полетању и слетању. У циљу смањења брзине полетања и слетања Рафала, са делта крилом, извршена је блиска интеграција канард–крило. Остварена спрега канард–крило ствара затворен (каналисан) слој струјања ваздуха, сличног ефекта као кроз процепе преткрилца или закрилца (види слику Рафала B десно, доле). То аеродинамичко решење обезбеђује стабилност узгона у целој анвелопи лета, са значајним повећањем критичног нападног угла па и максималне вредности узгона, што значи осетно смањење минималне брзине и добар маневар у распону од + 9g и – 3g. У изузетним случајевима се може остварити вертикално убрзање, чак и до + 11g. Остварено аеродинамичко решење обезбеђује мале брзине полетања и слетања и стационарни хоризонтални заокрет малог полупречника.
При пројектовању Јурофајтер тајфуна истраживан је облик, величина и положај (по висини и дужини) канара премо критеријуму оптимизације за најмањи индуковани отпор у целој његовој анвелопи лета.

### Стабилност
Канард се може користити као хоризонтални стабилизатор, било да се стабилност летелице постиже природно или вештачки, помоћу електричних команди лета (енгл. fly-by-wire).
Ако се канард постави испред тежишта авиона, његов директни допринос је смањење резерве уздужне статичке стабилности. Први авион, који је имао прихватљиву стабилност и управљивост, био је Флајер браће Рајт, пројектован је за управљање канардом, који је у ствари имао дестабилизирајуће дејство прирастом узгона на њему. У то време пројектанти нису разумели основе теорије стабилности авиона са канард конфигурацијом, више су били фокусирани на принципе управљања.
Ипак, стабилизација канардом се може постићи и на нестабилном пројекту и да се постигне укупна уздужна статичка стабилност и без допунских уређаја (помагала) Да би се постигла стабилност у овим условима, неопходно је да прираст коефицијента узгона на канарду, при повећању његовог нападног угла, буде мањи од прираста на остатку авиона. Већи број фактора утиче на то решење.
За већину аеропрофила, опада градијент прираста коефицијента узгона при порасту нападног угла у домену његових великих вредности. Користећи то, најчешћи је начин на који се уздужна статичка стабилност може постићи за наведени случај користећи такве аеропрофиле за канард, па се тако обезбеђује да на већим вредностима нападних углова остане линеарно повећање коефицијента узгона крила, а на канарду не, већ му носивост опада у односу на крило (прерасподели се носивост на крило са канарда). То генерише стабилизирајући момент понирања („нос“ надоле), који враћа авион према положају пре насталог његовог поремећаја.
Друга могућност је да се смањи виткост канарда па да и његов градијент узгона и критични нападни угао постану значајно мањи него за крило (градијент и до два пута мањи у односу на крило), прираст узгона му је мањи, па му се и дестабилизирајући утицај смањује.
Други стабилизирајући параметар је ефекат сила. У случају конфигурације канарда и потисне елисе: убрзани ток ваздуха од потисне елисе побољшава опструјавање крила и почисти његову излазну ивицу од отцепљења повећава градијент узгона крила, што има стабилизирајући утицај, пошто крило доминантније носи са већом силом узгона. С друге стране, канард је испред потисне елисе и он је у убрзаном току струјања па се и њему повећава градијент узгона, што је дестабилизирајући ефекат.

### Управљивост
Пројектни захтеви за улогу канарда у управљању су приоритетни. Највећи део носивости је са узгоном крила, а канард се првенствено користи за управљање у уздужном кретању авиона током маневрисања. Чист управљачки — канард ради само као крмило у уздужном кретању и номинално је на нултом нападном углу и без носивости, односно без узгона, у нормалном лету. Модерни борбени авиони са конфигурацијом канард обично имају управљачки — канард вођен системом електричних команди лета, по принципу аутоматског управљања користећи рачунар.
Канард са малим или нулти оптерећењем односно узгон (тј управљачки — канард) може се користити за намерну дестабилизацију борбених авиона како би имали већу агилност и боље маневарске карактеристике. При употреби система електричних команди лета користи се у уздужном управљању површина канарда за стварање вештачке статичке и динамичке стабилности летелице.
Корист се може добити од управљачког — канарда што се коригује уздужно кретање да врх крила и кабина буду стабилна платформа. Канард треба да се значајно закрене са нападном ивицом надоле за супротстављање пропињања врха кабине. Као резултат тога, виткост и угао стреле крила може бити оптимизиран без ограничења захтевима од пропињања у уздужном кретању. Канард под великим отклоном за већи сопствени узгон нема довољни расположиви капацитет да обезбеди ово супротстављање пропињању „носа“ авиона.

### Близина „спрезања“
Код блиско спрегнутих крило — канард, канард се налази одмах изнад и напред крила. На великим нападним угловима (а самим тим и на малим брзинама), створени слој ваздушних струјница оформљен између површина канарда и крила усмерава проток ваздуха надоле преко крила, што одлаже оцепљење струјница ваздуха, а то резултира смањењем отпора и повећањем узгона. Хоризонтална површина испред крила ствара вртлог који се простире по горњој површини крила, оживљава опструјавање ваздуха преко крила.
Канард може бити фиксни, као на ИАИ кфиру, са малом покретљивом површином излазне ивице за слетање као на Саб 37 вигену и целообртни који делује као управљачки — канард током нормалног лета, као на Рафалу.
Блиско спрегнути крило — канард често користе надзвучни авиони са делта крилом чији канард стиче узгон и у крозвучном лету, као и на малим брзинама (полетању и слетању).

### Уочљивост
Авион са канардом, сматра се да је уочљивији, пошто додатно поседује велике површине изложене под углом, које значајно рефлектују предње радарско осветљење. Канарди су ипак били укључени у неколико предлога пројеката авиона пете генерације, где је приоритет невидљивост. Међутим, канарди се углавном масовно користе код авиона четврте генерације, код којих су примарне маневарске карактеристике, а невидљивост се максимално реализује, али без угрожавања претходног приоритета. На Јурофајтеру се користи софтверска оптимизација отклањања канарда у циљу смањења његовог ефективне површине радарског пресека, са амбицијом да је он авион ближи петој генераци.

### Променљива геометрија
У неким пројектима се користи канард мали и назива се „бркови“, чија је цела геометријска површена у функцији само на малим брзинама лета, у циљу побољшања управљања на великим нападним угловима као што су током фаза полетања и слетања. Те површине је увлаче у контуру трупа при великој брзини лета, како би се избегао ударни талас на њему па и тасни отпор, који је колатерална штета пројекта. Први пут је то решење примењено на авиону Дасоа Милан, а касније и Туполеву Ту-144. У НАСА је истраживано решење са јединственом површином (у једном комаду), која се увлачи у контуру трупа ротацијом око вертикалне осе. При томе решењу се једна страна канарда увлачи унапред а друга уназад, са заједничким погоном.
Бичкрафт старшип има канард променљивог угла стреле површине. Променом угла стреле се поништава утицај закрилаца на промену момента пропињања и понирања.

### Пригушење аеродинамичких вибрација (бафетинг)
B-1 ланчер поседује мале предње површине, које су део активног стабилизационог система за значајно смањење аеродинамичког бафетинга (вибрација) током велике брзине, на малој висини лета. Бафетинг је узрок повећаног замора посаде и смањења века авиона. „Пераја“ су постављена на предњем делу трупа авиона, а те површине се називају "канард пераја".

## Примери на савременим авионима
- Рафал
- JAS 39 грипен
- Нови авион
- Јурофајтер тајфун
- Тупољев Ту-144